# Incendie nucléaire
En physique nucléaire, un incendie nucléaire désigne un incendie de matière nucléaire. Cet incendie est causé par une hausse excessive de la température, pouvant elle-même résulter de deux effets :
- une réaction en chaîne de fission nucléaire qui devient incontrôlable. Dans le cas de l'accident de Tchernobyl, cet accident de prompt-criticité a eu lieu et a mené à un fort dégagement d'hydrogène. C'est ensuite cet hydrogène qui a pris feu et l'incendie qui en résultait a dispersé de la matière nucléaire par l'intermédiaire du panache de fumée.
- dans le cas des réacteurs à graphite, de l'effet Wigner qui est responsable d'une montée rapide en température due à un réarrangement de la structure cristalline des atomes de carbone.

Un incendie nucléaire a eu lieu en 1957 lors de l'incendie de Windscale ainsi qu'en 1986 lors de la catastrophe de Tchernobyl,.